# Малькевич, Владислав Леонидович
Владислав Леонидович Малькевич (30 июня 1936 — 6 июля 2020) — советский и российский государственный и общественный деятель, в 1988—1991 годы председатель Торгово-промышленной палаты СССР.

## Биография
Родился 30 июня 1936 года в городе Ясиноватая Донецкой области Украинской ССР. Отец Леонид Петрович был начальником Южно-Уральской железной дороги, мать Нина Михайловна — преподавателем русского языка и литературы.
Племянник — Леонид Александрович Стрижаков.

## Образование
- Московский энергетический институт (1959)
- Всесоюзная академия внешней торговли (1978)
- Кандидат технических наук (1968)
- Доктор экономических наук (1982)

## Деятельность
Окончив в 1959 году радиофакультет Московского энергетического института, получил распределение на оборонное предприятие Министерства радиопромышленности СССР, работал инженером-регулировщиком, затем мастером. Вскоре возглавил участок производства бортовой радиоаппаратуры для стратегических ракет, поступающих на боевое дежурство в воинские части страны, а позднее — два сборочных цеха. Именно тогда удостоен своей первой правительственной награды — медали «За трудовую доблесть».
В 1963 году назначен заместителем главного инженера того же предприятия.
С 1966 по 1971 год главный инженер — заместитель директора по научной работе Центрального научно-исследовательского технологического института Минрадиопрома СССР.
С 1971 года руководитель Главного инженерно-технического управления Министерства внешней торговли СССР .
Будучи первым заместителем Министра внешней торговли СССР, а затем Председателем Президиума Торгово-промышленной палаты СССР, возглавлял Американо-советский и Японо-советский торгово-экономические советы.
В 1988 году был избран Председателем Президиума Торгово-промышленной палаты СССР. С 1991 г. — президент Союза Торгово-промышленных палат России;
В качестве общественной организации ТПП имела широкие возможности по установлению прямых связей с зарубежными фирмами, способствовала размораживанию отношений с Израилем, ЮАР, Южной Кореей. Под руководством В. Л. Малькевича ТПП  проводила работу по развитию сети торгово-промышленных палат в автономных республиках и регионах России. 26 августа 1991 года был освобождён от занимаемой должности.
В 1994—1998 годах — советник-консультант экспортной компании "Монтэкс"; ноябрь 1998 г. — сентябрь 1999 г. — руководитель Федеральной службы России по валютному и экспортному контролю (ВЭК).
При его непосредственном участии, главы Федеральной службы России по валютному и экспортному контролю (ВЭК), в 1999 году был принят закон «Об экспортном контроле», который действует и сегодня с небольшими дополнениями.
В 2002 году возглавил Центральный выставочный комплекс «Экспоцентр». С этого времени значительно расширилась выставочная и конгрессная программа «Экспоцентра», валовой доход превысил 5 млрд.рублей, чистая прибыль выросла в 3,2 раза, производительность труда — в 3 раза. «Экспоцентру» (единственной выставочной организации в стране) присуждена премия Правительства Российской Федерации в области качества (2009).
Под руководством В. Л. Малькевича «Экспоцентр» удостоен многих наград, среди которых: Национальная премия «Золотой Меркурий» (2005, 2011); Международная премия «Лидер экономического развития России» в номинациях «Лучший налогоплательщик России» (2006) и «За вклад в удвоение ВВП-2007». Международные премии «Европейское качество» (2008) и «Сократ» в номинации «Экономика и бизнес» (2008) вручены в Великобритании (мэрия Оксфорда).
Международная Ассамблея экономического, научного и культурного сотрудничества «Global World» присудила ЦВК «Экспоцентр» международную награду «Global World Economic Award» (г. Вена, Австрия, 2010). Европейской Ассамблеей бизнеса (ЕВА) в г. Оксфорде (Великобритания) «Экспоцентру» вручена международная награда «Лучшее предприятие Европы» (2010).
В эти годы «Экспоцентр» осуществляет благотворительные проекты, продвигает идеи сохранения и возрождения российской духовности и культурных традиций. Построен храм во имя Преподобного Серафима Саровского (первый храм в России, возведенный на территории выставочного комплекса). «Экспоцентр» оказывает содействие развитию уникальной выставки народно-художественных промыслов «Ладья»; является генеральным спонсором Славянского форума искусств «Золотой Витязь», генеральным спонсором Национального хореографического ансамбля «Кострома».
В 2011 году Владислав Леонидович Малькевич передал в дар коллективу «Экспоцентра» коллекцию произведений живописи, которая насчитывает около 300 произведений живописи и графики.
22 апреля 2013 года в здании Фундаментальной библиотеки Московского государственного университета им. М. В. Ломоносова состоялась церемония передачи в дар МГУ от ЦВК «Экспоцентр» этой коллекции.
В. Л. Малькевич имел двух дочерей, внука и внучку.
Умер после тяжёлой и продолжительной болезни 6 июля 2020 года. Похоронен в Москве на Троекуровском кладбище, участок № 6.

## Награды
В. Л. Малькевич удостоен многих государственных, общественных и церковных наград, среди которых:
Государственные награды
- Орден «За заслуги перед Отечеством» IV степени
- Орден Ленина
- Орден Трудового Красного Знамени
- Орден Дружбы народов
- Медаль «За трудовую доблесть»

Общественные награды
- Орден «Гордость нации»
- Орден «Слава нации» I степени (Золотая звезда с рубином)
- Золотой орден «Герой труда» I степени
- Золотой орден «Герой труда» с бриллиантом
- Орденский знак «Священная Держава»
- Почетный орден «Лучший руководитель России»
- Золотая медаль «За вклад в развитие СНГ»

Награды Русской Православной Церкви
- Орден Святого Равноапостольного князя Владимира
- Орден Преподобного Серафима Саровского I степени
- Орден православной церкви Казахстана «Алгыс» («Благодарность»)

Звания
- Почётный профессор МГУ (2016)[5]

## Сочинения
Имеет более 150 работ и публикаций в области внешнеэкономических отношений.